# 山縣豊太郎
山縣 豊太郎（やまがた とよたろう、1898年 - 1920年8月29日）は、日本の飛行機操縦士。1919年5月4日に日本初の民間人による宙返り飛行を成功させた。

## 来歴
広島県広島市京橋町出身。日本のバス事業の草分けとして知られた実業家で、飛行機開発にも情熱を傾けた鳥飼繁三郎は叔父にあたる。
1915年、伊藤音次郎が千葉県に設立した「伊藤飛行機研究所」に1期生として入門、2年後に最初の卒業生となった。
1919年の民間人として日本初の宙返り成功直後の5月10日には、「東京遷都50年祭」で連続宙返りを成功させている。1920年には、東京・大阪間無着陸往復飛行大会で優勝を飾る。
飛行家としての活動の傍ら、伊藤飛行機研究所の教官として多くの後進を育て、飛行機の普及にも尽力した。
しかし、同年8月29日、現在の習志野市内にある鷺沼で、3回連続宙返りを試みた際に翼が折れて墜落し、死亡した。郷里の京橋町において本葬が営まれ、会葬者は3000人を超えたという。
墜落現場付近に「山縣飛行士殉空之地」の石碑があり、広島市東区の鶴羽根神社に飛行服姿の石像が設置されている。鶴羽根神社は山縣家の氏神に当たり、戦前に一度銅像が建立されたものの金属回収令により回収撤去され、2001年に石像として再建された。